# Erik Israelsson
Erik Gustav Roger Israelsson (* 25. Februar 1989 in Kalmar) ist ein schwedischer Fußballspieler. Der mehrfache Juniorennationalspieler gewann mit Kalmar FF 2008 den schwedischen Meistertitel.

## Werdegang
Israelsson begann mit dem Fußballspielen bei Lindsdals IF. 2005 schloss der Mittelfeldspieler sich der Jugendabteilung von Kalmar FF an. In der Folge machte er auch die Verantwortlichen des Svenska Fotbollförbundet für die Jugendnationalmannschaft auf sich aufmerksam und wurde im Sommer 2006 in die schwedische U-17-Auswahl berufen. Bei seinem Debüt, einem 2:1-Erfolg über die ungarische Jugendauswahl, übernahm er ab der 50. Spielminute die Kapitänsbinde von Andreas Landgren. In der Folge durchlief er alle Jugendauswahlen des schwedischen Verbandes und debütierte im Alter von 18 Jahren am 5. Februar 2008 beim 1:0-Sieg über die ukrainische U-21-Auswahl an der Seite von weiteren Neulingen wie Walid Atta und Sebastian Rajalakso in der U-21 Schwedens. Parallel hatte er sich in den Profikader seines Klubs gespielt, war aber zunächst nur Ergänzungsspieler und gehörte nur unregelmäßig zum Aufgebot. Am 28. September kam er letztlich zu seinem Debüt in der Allsvenskan, als er beim 2:1-Erfolg gegen IF Elfsborg in der Anfangsformation stand. Am Saisonende konnte er mit der Mannschaft den Lennart-Johansson-Pokal in die Höhe recken. Auch im folgenden Jahr gehörte er nur unregelmäßig zum Erstligakader, so dass er sich nicht in der U-21-Auswahl halten konnte.
In der Spielzeit 2010 schaffte Israelsson an der Seite von Tobias Carlsson, Paulus Arajuuri und Henrik Rydström den Durchbruch und bestritt 21 seiner 24 Saisoneinsätze von Beginn an, mit zwei Saisontoren verhalf er dem Klub zum neunten Tabellenrang. Im folgenden Jahr zeigte er sich zudem zunehmende torgefährlich und erzielte sieben Saisontore, vor Daniel Sobralense und Ricardo Santos war er damit bester vereinsinterner Torschütze.